# Diachrysia aurea
Diachrysia aurea är en fjärilsart som beskrevs av Friedrich von Huene 1901. Diachrysia aurea ingår i släktet Diachrysia och familjen nattflyn. Inga underarter finns listade i Catalogue of Life.